# Siegfried Schneider (Volleyballspieler)
Siegfried Schneider (* 12. November 1939 in Forst (Lausitz)) ist ein ehemaliger deutscher Volleyballspieler und -trainer.
Siegfried Schneider begann mit dreizehn Jahren, in seinem Heimatort Forst in der Niederlausitz Volleyball zu spielen. Mit 17 Jahren wechselte er zum damaligen DDR-Spitzenclub SC Leipzig, mit dem er zehnmal DDR-Meister und zweimal FDGB-Pokalsieger wurde sowie 1964 den Europapokal der Landesmeister gewann. An der Leipziger Sportuniversität ließ er sich parallel hierzu zum Sportlehrer und Volleyballtrainer ausbilden. In den 1960er Jahren hatte Schneider seine ersten Einsätze für die DDR-Nationalmannschaft. Hier war er seit 1967 als Mannschaftsführer entscheidend daran beteiligt, das DDR-Team in die Weltspitze zu führen. Neben mehreren vierten Plätzen 1966 bei der WM in der Tschechoslowakei, 1967 bei der EM in der Türkei, 1968 bei den Olympischen Spielen in Mexiko sowie 1971 bei der EM in Italien gewann Schneider mit der DDR-Auswahl 1969 den Weltcup zuhause in der DDR, wurde 1970 Weltmeister in Bulgarien und holte 1972 in München die olympische Silbermedaille. Danach beendete er seine aktive Volleyball-Karriere. Von 1973 bis 1982 war er Trainer, von 1983 bis 1990 Manager beim SC Leipzig.
2009 wurde Siegfried Schneider als erster Deutscher in die „Volleyball Hall of Fame“ aufgenommen. 1972 erhielt er den Vaterländischen Verdienstorden in Bronze.